# علم الدهون

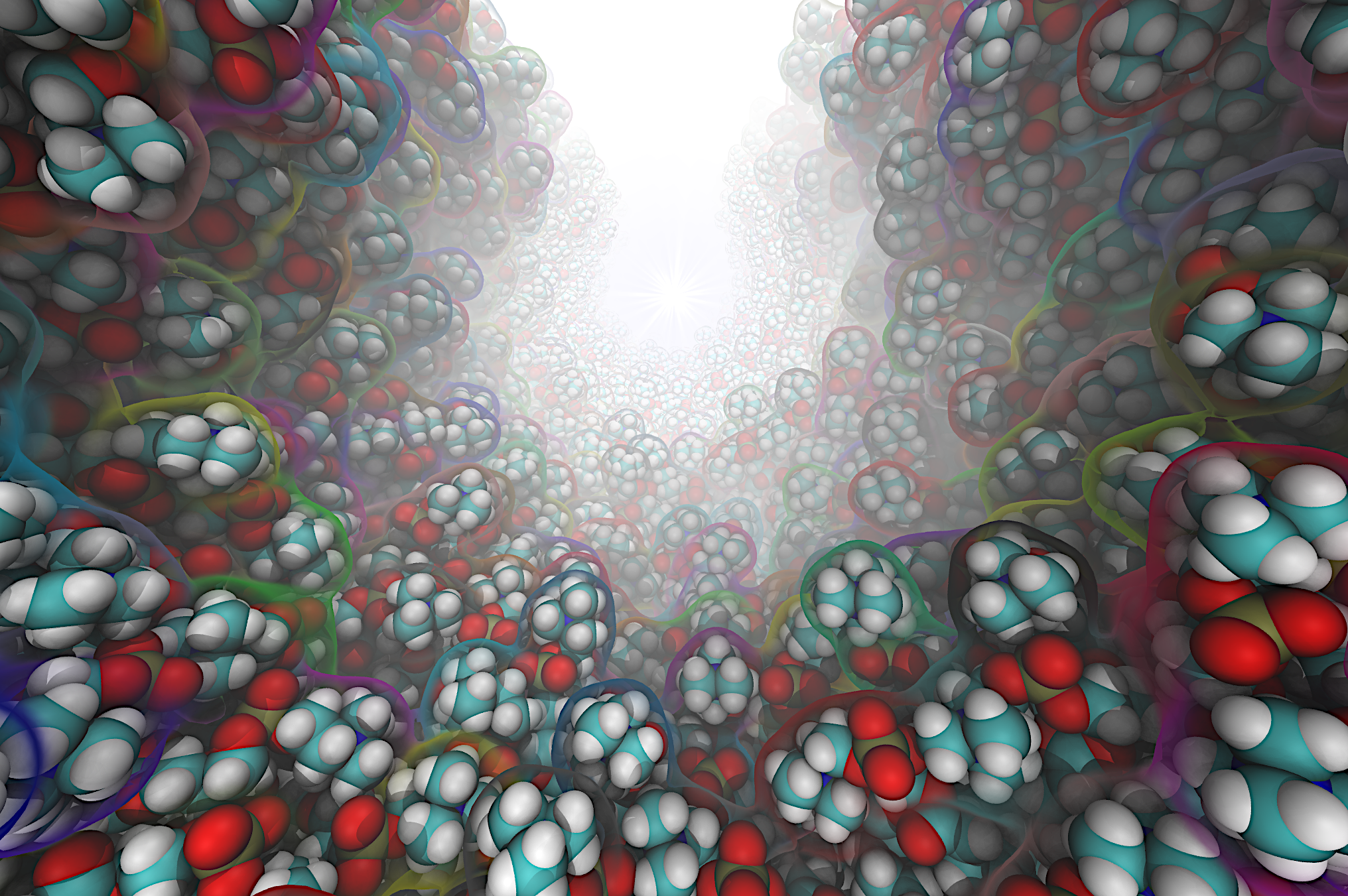
سطح دهون ثنائي الطبقة منحني

علم الدهون هو الدراسة العلمية للدهون، الدهون هي مجموعة من الجزيئات البيولوجية الضخمة التي لها العديد من الوظائف في الجسم. أدت الدراسات السريرية حول التمثيل الغذائي للدهون في الجسم إلى تطورات في علم الدهون العلاجي لاضطرابات مثل أمراض القلب والأوعية الدموية.

## تاريخ
بالمقارنة مع المجالات الطبية البيولوجية الأخرى، تم إهمال علم الدهون لفترة طويلة حيث كان التعامل مع الزيوت والمسحات والشحوم غير مرغوب فيه لدى العلماء وكان فصل الدهون أمرًا صعبًا. حتى عام 2002 ظهر علم الدهون، علم دراسة علاقات الدهون وتفاعله مع الجزيئات الأخرى في الأدب العلمي. تم تعزيز الاهتمام بالمجال من خلال إدخال الكروماتوغرافيا، والقياس الطيفي، وأشكال مختلفة من اتنظير الطيفي، مما سمح بعزل الدهون وتحليلها. انتشر هذا المجال بشكل أكبر بعد التطبيق الخلوي للمجهر الإلكتروني, مما دفع العلماء إلى اكتشاف العديد من المسارات الأيضية التي تحدث داخل غشاء الخلية وعليه ومن خلاله وتتأثر خصائصها بشدة بتكوين الدهون.

## علم الدهون السريري
وجدت دراسة فرامنغهام للقلب ودراسات وبائية أخرى وجود علاقة بين البروتينات الدهنية وأمراض القلب والأوعية الدموية. تعد البروتينات الدهنية بشكل عام هدفًا رئيسيًا للدراسة في علم الدهون حيث يتم نقل الدهون في جميع أنحاء الجسم بشكل بروتينات دهنية.
تساعد فئة من الدهون المعروفة باسم الدهون الفوسفورية في تكوين ما يعرف بالبروتينات الدهنية، ويسمى نوع من البروتينات الدهنية البروتين الدهني مرتفع الكثافة HDL. التركيز العالي من البروتينات الدهنية عالية الكثافة- الكوليسترول (HDL-C) لها ما يُعرف بتأثير وقائي للأوعية على الجسم، فهو يرتبط بتأثير محسن على القلب والأوعية الدموية. وهناك أيضًا علاقة بينهم وبين أمراض مثل مرض الكلى المزمن أو مرض الشريان التاجي أو داء السكري وإمكانية انخفاض التأثير الوقائي للأوعية من HDL.
هناك عامل آخر من عوامل الأمراض القلبية الوعائية الذي غالبًا ما يتم تجاهله وهو تركيز البروتينات الدهنية منخفضة الكثافة LDL والبروتينات الدهنية منخفضة الكثافة جداً VLDL. وغالبًا ما تُرى أعلى من المتوقع ومن المستويات الضرورية في الجسم بسبب امتصاص الطعام، والتاريخ العائلي، ومعدل التمثيل الغذائي للشخص. هناك علاقة بين هذه المستويات المتزايدة والسكتة الدماغية والنوبات القلبية والوفيات.

لوفاستاتين يستخدم لعلاج أمراض القلب والأوعية الدموية

### علم الدهون العلاجي
الستاتينات هي فئة من الأدوية المستخدمة لعلاج أمراض القلب والأوعية الدموية عن طريق خفض مستويات الدهون، وتحديداً مستويات LDL-C. أظهرت العقاقير المخفضة للكوليسترول قدرتها على تقليل الأحداث القلبية الوعائية الجديدة بنسبة 30-40٪. ومع ذلك، قد تستمر المضاعفات في الظهور حتى بعد تناول الدواء، وبعض المرضى يعانون من عدم تحمل الستاتين. علاج فصادة البروتين الدهني هوعلاج آخر غير جراحي لتقليل تركيزات LDL-C.
مثبطات النوعِ التاسع سبتيليزين/كيكسين كونفيرتاز طليعة البروتين (PCSK9) هو دواء جديد يمكن أن يحل محل علاج الستاتين وفصادة البروتين الدهني. بالنسبة للمرضى الذين يعانون من عدم تحمل الستاتين، يمكن لمثبطات PCSK9 توفير بديل علاجي.

## ليبيدوميات
ليبيدوميات هي الملف الكامل لجميع الدهون في نظام بيولوجي في وقت معين.يستخدم هذا لتحديد وقياس الدهون التي يمكن اكتشافها. نظرًا لأن للدهون وظائف متنوعة في الجسم، فإن القدرة على فهم الأنواع المحددة الموجودة في الجسم ومستوياتها أمر بالغ الأهمية لفهم الأمراض التي تنتج بسبب الدهون. تتضمن طرق التحليل الدهني قياس الكتلة الطيفي والكروماتوغرافيا. يمكن أن تكشف مراقبة تركيز الدهون الكثير عن صحة الكائن الحي.

## أنظر أيضاً
- عسر شحميات الدم
- أمراض القلب و الأوعية الدموية
- الدهون

### كتب
- Kates، Morris (1972)، Techniques of lipidology; isolation, analysis and identification of lipids، Laboratory Techniques in Biochemistry and Molecular Biology، Amsterdam, New York: North-Holland Pub. Co.American Elsevier، ج. 3، ص. 269–610، DOI:10.1016/S0075-7535(08)70544-8، ISBN:978-0444103505
- Therapeutic lipidology. Totowa, N.J.: Humana. 2007. ISBN:9781597455336.